# 어휘집
어휘집(語彙集) 또는 렉시콘(영어: lexicon, 고대 그리스어: λεξικόν)은 특정한 언어 또는 분야의 어휘(vocabulary) 전체를 수록한 책이다. 언어학에서는 그러한 어휘 총체를 가리키는 용어로도 쓰인다.
전통적인 언어학 이론에서는 인간의 언어가 어휘 목록인 렉시콘과 이를 적절히 결합하여 의미있는 문장을 만들어내는 규칙 시스템(곧 문법), 이렇게 2가지 부분으로 이루어진다고 분석해 왔다. 보통 렉시콘에는 독립된 단어로서 성립하지 않는 결합 형태소도 포함된다.

## 같이 보기
- 사전
- 용어 사전
- 문법화